# Residència d'Indore
La residència d'Indore fou una entitat política de l'Índia central creada el 1818. El 1854 la residència d'Indore fou incorporada a l'Agència de l'Índia Central, de manera que l'agent del governador general a l'Índia Central passava a ser resident d'Indore amb responsabilitat directa sobre l'estat d'Indore i autoritat sobre tots els estats de l'agència. El 1899 el resident a Indore va passar a ser una persona diferent de l'agent de l'Índia Central, retornant a ser residència.
La residència estava formada per la major part de l'estat d'Indore, exceptuant les parganes de Lawani, Chikalda, i Petlawad, administrades per l'Agència de Bhopawar, les de Talen i Sundarsi, administrades per l'Agència de Bhopal, la de Nandwas (o Nandwai), administrada per l'Agència de Mewar (Udaipur), i la d'Alampur, sota l'Agència de Bundelkhand. La superfície era el 1901 de 23.206 km² i la població de 833.410 habitants (80% hindús, 9% musulmans, 8% animistes). La capital era Indore (ciutat) (amb 97.804 habitants el 1901) i altres poblacions destacades eren Mhow (36.039 habitants), Rampura (8.273), Khargon (7.624), Maheshwar (7.042), Mehidpur (6.681), Barwaha (6.094), Bhanpura (4.639) i Tarana (4.490). El nombre de pobles era de 3089.
El 1933 l'estat de Rewa, de l'agència de Baghelkhand, fou incorporat a la residència.